# Niedersächsische Wappenrolle
Die Niedersächsische Wappenrolle ist eine Wappenrolle (Wappenverzeichnis) des gemeinnützigen heraldischen Vereins „Zum Kleeblatt“ von 1888 zu Hannover e. V.
Sie wird in Fortsetzung einer vereinseigenen Wappenrolle (seit 1906) geführt.
Bei dem Trägerverein handelt es sich um den 1888 in Hannover gegründeten eigenständigen Schwesterverein des Herold zu Berlin mit der Deutschen Wappenrolle (DWR). Die beiden anerkannten alten heraldischen Vereine haben mit Geheimrat Friedrich Warnecke einen gemeinsamen Gründungsvater und pflegen traditionell eine gute Zusammenarbeit.

## Führer der Niedersächsischen Wappenrolle
| 1929–1949 | Carl Wenzel         |
| 1949–1956 | Heinrich Gieseke    |
| 1956–1968 | Henry Haeger        |
| 1968–1971 | Gustav Völker       |
| 1971–1977 | Alfred Brecht       |
| 1977–1983 | Herbert Dumblus     |
| 1983–1991 | Heinz Bannier       |
| seit 1991 | Horst-Gunter Ratzke |